# Achaeus kermadecensis
Achaeus kermadecensis is een krabbensoort uit de familie van de Inachidae. De wetenschappelijke naam van de soort is voor het eerst geldig gepubliceerd in 2005 door Webber & Takeda.